# Peter Abraham

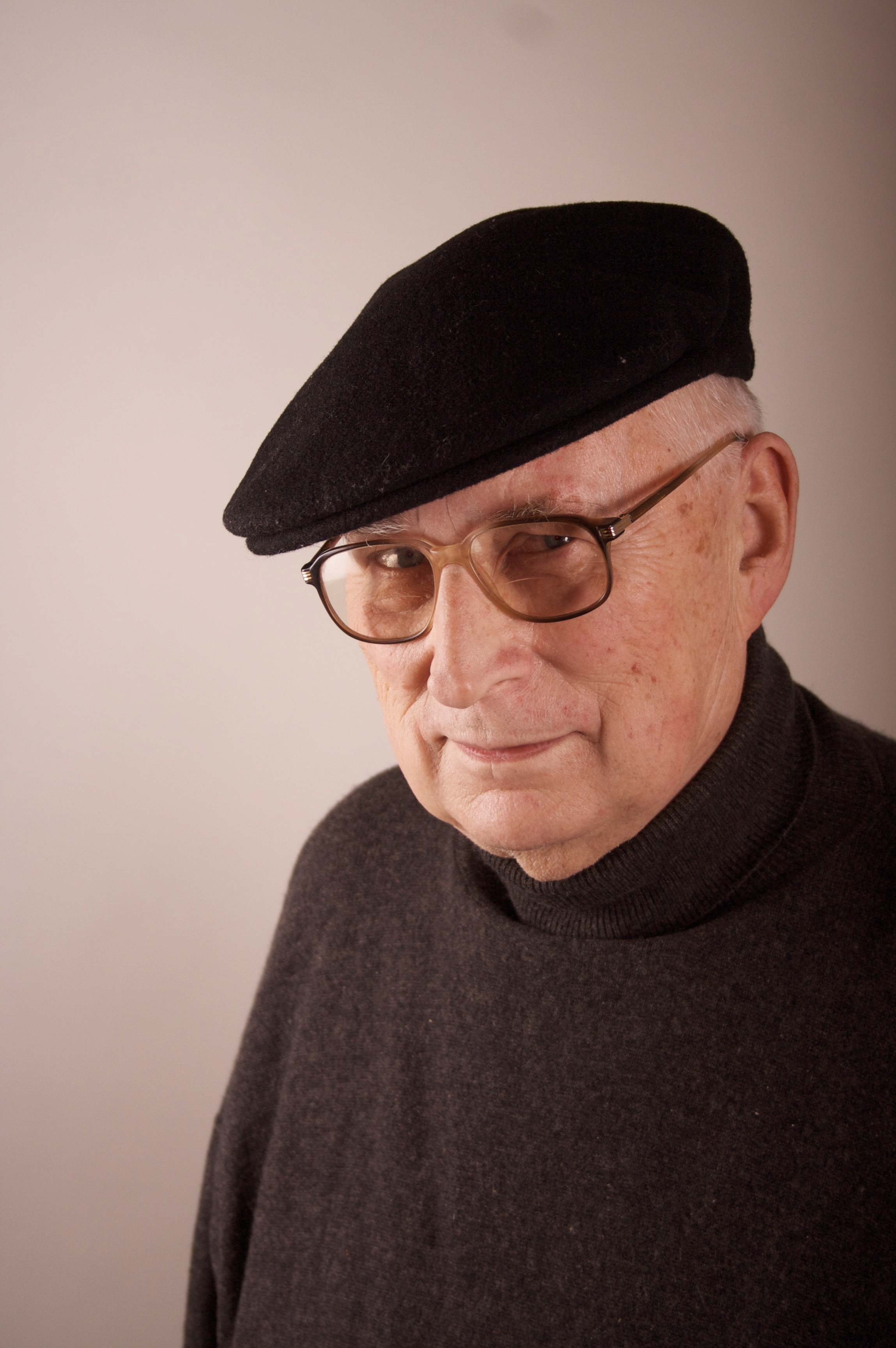
Peter Abraham (2009)

Peter Abraham (Pseudonym Karl Georg von Löffelholz; * 19. Januar 1936 in Berlin-Neukölln; † 6. Februar 2015 in Potsdam) war ein deutscher Schriftsteller.

## Leben
Abraham war der Sohn eines Bäckers und späteren Gebrauchsgraphikers und einer Stenotypistin, die 1943 verstarb. In der Endphase des Zweiten Weltkriegs lebte Abrahams Vater in der Illegalität, Abraham selbst unter falschem Namen bei Pflegeeltern.
Nach Kriegsende wuchs er in Berlin auf, wo er auch die Volksschule besuchte. Von 1950 bis 1953 absolvierte er eine Ausbildung zum Verlagsbuchhändler, anschließend arbeitete er zwei Jahre als Sortimenter in einem Berliner Verlag. Von 1956 bis 1960 folgte ein Studium an der Filmhochschule in Potsdam-Babelsberg, das Abraham mit dem Diplom für Filmdramaturgie abschloss. Ab 1960 wirkte er als Dramaturg beim DDR-Fernsehen; ab 1976 lebte er als freischaffender Schriftsteller in Potsdam und war zudem als Redakteur und Theaterkritiker in Berlin tätig. 
Peter Abraham war einer der bekanntesten Kinderbuchautoren der DDR; auch nach der Wende blieb er diesem Genre treu. Daneben wirkte er als Drehbuchautor an zahlreichen Filmen und Fernsehspielen mit. Sein Kinderbuch Das Schulgespenst wurde 1986 von der DEFA verfilmt. Die Hauptperson des Buches, die freche und clevere Carola Huflattich, ist auch die Hauptdarstellerin in weiteren Büchern Abrahams (Der Affenstern, Carolas Flucht nach Denkdirwas). Der Autor hat über das Genre Kinder- und Jugendbuch hinaus Romane geschrieben, u. a. Kuckucksbrut und Die Schüsse der Arche Noah. 2011 veröffentlichte er seine Autobiographie Als ich das Spielen verlernte, in der er über seine Kindheit im nationalsozialistischen Deutschland und in den Jahren danach schreibt.
Peter Abraham war Mitglied des Verbandes deutscher Schriftsteller.

## Auszeichnungen
- 1973 Kunstpreis der FDJ
- 1973 Kunstpreis des FDGB
- 1983 Alex-Wedding-Preis
- 1986 Vaterländischer Verdienstorden in Bronze
- 1987 Nationalpreis der DDR III. Klasse

## Publikationen (Auswahl)

### Als Autor
- Faulpelzchen. Eine schlimme Geschichte. Kinderbuch. Kinderbuchverlag, Berlin 1963; leiV, Leipzig 2016, ISBN 978-3-89603-477-9.
- Die Schüsse der Arche Noah oder Die Irrtümer und Irrfahrten meines Freundes Wensloff. Roman. Verlag Neues Leben, Berlin 1970.
- Meine Hochzeit mit der Prinzessin. Roman. Verlag Neues Leben, Berlin 1972; 11. Aufl. 1990, ISBN 3-355-00405-7.
- Frederic. Kinderbuch. Mit Illustrationen von Eberhard Binder. Kinderbuchverlag, Berlin 1973; 6. Aufl. 1987, ISBN 3-358-00133-4.
- ABC, lesen tut nicht weh. Mit Illustrationen von Gertrud Zucker. Kinderbuchverlag, Berlin 1974; sowie 1986, ISBN 3-358-01305-7.
- Die windigen Brauseflaschen, Mit Illustrationen von Eberhard Binder, Kinderbuchverlag, Berlin 1974 / 2008, ISBN 978-3-358-03056-1.
- Ein Kolumbus auf der Havel. Kinderbuchverlag, Berlin 1975 und 7. veränd. Aufl. 1994, ISBN 3-358-02110-6 sowie Faber & Faber, Leipzig 2006, ISBN 3-86730-004-6.
- Kaspar oder Das Hemd des Gerechten. Verlag Neues Leben, Berlin 1976; 2. Aufl. 1988, ISBN 3-355-00678-5.
- Das Schulgespenst. Kinderbuchverlag, Berlin 1978; Eulenspiegel Kinderbuchverlag, Berlin 2023, ISBN 978-3-359-03047-8.
- Doktor Aibolit. Mit Illustrationen von Karl Schrader. Kinderbuchverlag, Berlin 1979
- Komm mit mir nach Chikago. Verlag Neues Leben, Berlin 1979; 5. Aufl. 1989, ISBN 3-355-00867-2.
- Pianke. Kinderbuchverlag, Berlin 1981.
- Das achte Geißlein. (Zusammen mit Hannes Hüttner und Uwe Kant unter dem gemeinsamen Pseudonym Karl Georg von Löffelholz). Kinderbuchverlag, Berlin 1983.
- Rotfuchs und andere Leute. Verlag Neues Leben, Berlin 1983; 3. Aufl. 1987, ISBN 3-355-00406-5.
- Weshalb bekommt man eine Ohrfeige? Mit Bildern von Gertrud Zucker. Kinderbuchverlag, Berlin 1983; Neuauflage 2000, ISBN 3-358-02253-6.
- Der Affenstern. Kinderbuchverlag, Berlin 1985; 4. veränderte Auflage 1994, ISBN 3-358-02109-2.
- Von Elchen und Ohrenpilzen. Eine Reise nach Finnland. Kinderbuchverlag, Berlin 1987, ISBN 3-358-00048-6.
- Fünkchen lebt. Kinderbuchverlag, Berlin 1988, ISBN 3-358-00348-5.
- Der Dackel Punkt. Arena Verlag, Würzburg 1991, ISBN 3-401-02055-2.
- Bevor ich da war. Volk und Wissen Verlag, Berlin 1992, ISBN 3-06-100348-7.
- Piepheini. Ellermann, München 1996, ISBN 3-7707-3040-2.
- Carolas Flucht nach Denkdirwas. LeiV, Leipzig 1997, ISBN 3-89603-002-7.
- Tiergeschichten. Mit Bildern von Falko Honnen und Gabie Selbach. Ravensburger Buchverlag, Ravensburg 1999, ISBN 3-473-34501-6.
- Feriengeschichten. Mit Bildern von Gabie Selbach. Ravensburger Buchverlag, Ravensburg 2001, ISBN 3-473-34453-2.
- Piratengeschichten. Mit Illustrationen von Wilfried Gebhard. Ravensburger Buchverlag, Ravensburg 2001, ISBN 3-473-34457-5.
- Das Schulgespenst und die Superdetektive. Mit Bildern von Rolf Bunse. Ravensburger Buchverlag, Ravensburg 2003, ISBN 3-473-34418-4.
- Das Schulgespenst tierisch in Fahrt. Mit Bildern von Rolf Bunse. Ravensburger Buchverlag, Ravensburg 2005, ISBN 3-473-52251-1.
- Kuckucksbrut. Roman einer Suche. Kulturmaschinen-Verlag, Berlin 2009, ISBN 978-3-940274-09-0.
- Als ich das Spielen verlernte. Autobiographie der frühen Jahre, Kulturmaschinen-Verlag, Berlin 2011, ISBN 978-3-940274-30-4.

### Als Herausgeber
- Fernfahrten. Erlebt und erdacht von 18 Autoren. Verlag Neues Leben, Berlin 1976; Weltkreis Verlag, Dortmund 1976.
- Ich leb so gern. Ein Friedensbuch für Kinder. Kinderbuchverlag, Berlin 1982; 2. Aufl. 1984.
- mit Margarete Gorschenek: Wahnsinn! Geschichten vom Umbruch in der DDR. Maier, Ravensburg 1990, ISBN 3-473-35114-8.

## Filmografie
- 1973: Rotfuchs
- 1978: Ein Kolumbus auf der Havel
- 1982: Die Schüsse der Arche Noah (Regie: Egon Schlegel)
- 1982: Komm mit mir nach Chicago
- 1983: Pianke (Regie: Gunter Friedrich)
- 1986: Das Schulgespenst
- 1993–1996: Immer wieder Sonntag (Drehbücher)